# Russell Means

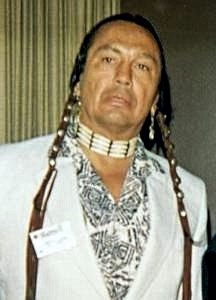
Russel Means in 1987

Russell Means (Pine Ridge Indian Reservation in South Dakota, 10 november 1939 – Porcupine, South Dakota, 22 oktober 2012) was een indiaans activist en acteur.
Russell Means werd geboren als oudste van vier zonen. Zijn vader Walter "Hank" Means was halfbloed Oglala Lakota en zijn moeder Theodora Louise Feather Means was een volbloed Yankton. Zij wilden hun kinderen de ellende die zij zelf hadden doorgemaakt op indiaanse kostscholen, besparen en verhuisden daarom in 1942 naar Vallejo in Californië. Daar vond Walter werk als lasser en hoopten zij dat hun kinderen meer kansen zouden krijgen dan op het reservaat in South Dakota.
Op school in Californië kreeg Russell te maken met discriminatie, drugs en geweld. Hij raakte op het slechte pad en had bovendien het drankprobleem van zijn vader geërfd. In 1961 trouwde hij voor de eerste keer (er zouden nog drie echtgenotes volgen) en in 1964 ging hij met zijn vader mee naar zijn eerste demonstratie. Het was de eerste, onsuccesvolle, poging om het eiland Alcatraz te bezetten en Means had hiermee eindelijk een doel in zijn leven gevonden: opkomen voor de rechten van indianen.
Na op het indianenreservaat Rosebud gewerkt te hebben verhuisde Means met zijn tweede vrouw en twee kinderen naar Cleveland, Ohio. Daar was Means betrokken bij het opzetten van het Cleveland American Indian Center. Het Bureau of Indian Affairs (BIA) stimuleerde indianen om van reservaten te verhuizen naar grote steden. Daar kregen zij echter te weinig ondersteuning bij de aanpassingen aan een nieuw leven en het vinden van woonruimte en werk. Means trok zich dit aan en hielp indianen via het Cleveland American Indian Center waarvan hij in 1970 directeur werd. Daarnaast startte hij een campagne om het honkbalteam van Cleveland van mascotte te laten veranderen. Ondanks dat het honkbalteam zijn racistische afbeelding van 'Chief Wahoo' bleef gebruiken, ontving Means lof van zowel indianen als niet-indianen.
In 1969 was Russell Means op een urban indian conferentie in San Francisco waar leiders van de American Indian Movement (AIM) zoals Dennis Banks van hem onder de indruk waren. In 1970 sloot Means zich bij de AIM aan en vestigde een lokale afdeling in Cleveland die hij CLAIM noemde. Gedurende de jaren zeventig was Means actief betrokken bij AIM-acties zoals 'fish-ins' en tijdelijke bezettingen van overheidsgebouwen. Bij Mount Rushmore demonstreerde AIM vanwege het onrechtmatig innemen van de Black Hills door Amerikanen in de jaren zeventig van de 19e eeuw. De tijd was rijp voor dit activisme en veel progressieve blanken waren het met de AIM-leden eens. Russell Means werd, samen met Dennis Banks en anderen, een bekend vertegenwoordiger van de indiaanse zaak in de media. Tegelijkertijd ontwikkelde Means zijn indiaanse identiteit meer en participeerde in een Sun Dance op het indianenreservaat Pine Ridge.
Twee onopgeloste moorden op indianen waren de directe aanleiding voor een demonstratietocht naar Washington D.C.: de Trail of Broken Treaties. Means en andere leiders van de American Indian Movement vroegen in de media aandacht voor het niet nakomen door de Amerikaanse overheid van beloftes gedaan in verdragen en voor discriminatie waar indianen nog steeds onder leden. Onvrede met het beleid van het Bureau of Indian Affairs werd door de demonstranten geuit door een spontane bezetting van het BIA-hoofdkantoor in Washington. De regering van president Nixon besloot te onderhandelen in de hoop geweld te voorkomen. Na zeven dagen verlieten de AIM-demonstranten het toegetakelde gebouw. Means waardeerde de samenwerking van indianen van verschillende stammen bij de bezetting en geloofde dat het publiek nu beter geïnformeerd was over corruptie binnen het Bureau of Indian Affairs. De overheid schatte de schade aan het gebouw op 2,2 miljoen dollar en betreurde de verdwijning van vele onvervangbare documenten.
Means keerde terug naar Pine Ridge, waar Lakota-indianen naast slechte levensomstandigheden en discriminatie, leden onder onderlinge meningsverschillen. Stamleider Richard Wilson verbood AIM-activiteiten op het reservaat. Traditionele Lakota steunden AIM. Means sprak toch in het openbaar en hij werd gearresteerd. Hierna verhuisde hij naar het reservaat Rosebud Lakota. Na demonstraties en weer een verdoezelde moord op een indiaan door een blanke werd de situatie steeds explosiever. Richard Wilson had de hulp van federale troepen ingeroepen als aanvulling op zijn privélegertje. Een aantal stamleden probeerden Wilson tevergeefs in staat van beschuldiging te stellen (impeachment). Hierna besloot het BIA samen met de Oglala Sioux Civil Rights Organization en enkele stamoudsten, leiders en medicijnmannen om Wounded Knee te bezetten. Op deze locatie had in 1890 de laatste confrontatie tussen de Sioux en het Amerikaanse leger plaatsgevonden. Op 27 februari 1973 stroomden autoladingen vol indiaanse demonstranten het gehucht Wounded Knee binnen en bezetten het gedurende eenenzeventig dagen. De bezetting was succesvol in het verkrijgen van aandacht via de media. Veel Amerikanen waren het met hun eisen eens, maar helaas mislukten onderhandelingen en deed de overheid slechts vage beloften om indiaanse klachten te bestuderen. Er hadden verschillende vuurgevechten plaats waarbij twee doden vielen, beide aan de zijde van de demonstranten. Russell Means en Dennis Banks werden gearresteerd maar kwamen uiteindelijk vrij na een slepende rechtszaak, die door de BIA-leiders weer goed gebruikt was om via de media aandacht te vragen voor onrechtvaardigheden begaan tegen indianen door de Amerikaanse overheid. Ondertussen was de overheid erin geslaagd AIM-leiders bezig te houden in de rechtszaal en hen daardoor weg te houden bij demonstraties. Ook waren de kosten van de rechtszaken een zware last voor de noodlijdende organisatie. Er waren verder onenigheden binnen de AIM, onder andere tussen Means en Banks, die de organisatie verzwakten. Russell Means bleef actief en protesteerde bijvoorbeeld tegen het vieren van Columbus Day.
Naast activisme en politiek begon Means een carrière als acteur. Hij speelde Chingachgook in The Last of the Mohicans (1991), Chief in Wagons East, Arrowhead in Pathfinder en sprak de stem van Powhatan in voor de Disneyanimatiefilm Pocahontas. In 1995 werd zijn autobiografie Where White Men Fear to Tread gepubliceerd.